# St. Galler Autorentage
Die St. Galler Autorentage waren ein Literaturwettbewerb, der von 2005 bis 2009 alle zwei Jahre vom Theater St. Gallen, danach in Zusammenarbeit mit dem Theater Konstanz durchgeführt wurde. Der Wettbewerb wurde vom damaligen St. Galler Schauspieldirektor Josef Köpplinger gegründet.
Das Theater St. Gallen hat die Teilnahme an diesem Wettbewerb zugunsten der Schreibwerkstatt Dramenprozessor aufgegeben.

## Voraussetzungen

### 1. bis 3. Autorentage (2005, 2007, 2009)
Teilnehmen konnten Autoren von neuen deutschsprachigen Theaterstücken, die bereits von Theaterverlagen angenommen, jedoch bis zum Einsendeschluss weder öffentlich aufgeführt noch publiziert sein durften.

### 4. bis 6. Autorentage (2011, 2013, 2015)
Die Ausschreibung lautete neu auf Konzepte für noch nicht entstandene Stücke und erste Szenenskizzen.

## Preise
Bis 2009 wurden aus allen Einsendungen drei Stücke für den Förderpreis und den Publikumspreis der Autorentage ausgewählt. Gegen Ende der Spielzeit wurden die nominierten Stücke in Lesungen präsentiert. Das Siegerstück wurde in der folgenden Spielzeit am Theater St. Gallen uraufgeführt. Zusätzlich vergab eine Fachjury den mit CHF 10'000 dotierten Förderpreis der Ortsbürgergemeinde St. Gallen.
Ab 2011 wurde aufgrund der veränderten Ausschreibung einer der drei in szenischen Lesungen dem Publikum präsentierten Stückentwürfe während eines zweimonatigen Aufenthalts des Autors am Theater St. Gallen oder dem Theater Konstanz zusammen mit der Dramaturgie zu einem Stück entwickelt und zur Aufführung gebracht und anschliessend am anderen Theater als Gastspiel gezeigt.

## Finalisten 2005
- Die Sekunde dazwischen von Andreas Sauter
- sofort heiraten von Beate Fassnacht
- Nachtblind von Darja Stocker
- Gewerbe von Ulrike Syha
- Die Tasche von Sabine Wen-Ching Wang, (Preis der Jury)
- Nordost von Torsten Buchsteiner, (Preis der Jury)
- Blue Road von Christian Martin
- Konjavien von Katharina Schlender, (Publikumspreis)

## Finalisten 2007
- Feindmaterie von Simon Froehling, (Publikumspreis)
- Mädchenzimmer mit Soldaten von Anna Pein
- Nach Europa von Andreas Sauter / Bernhard Studlar
- Sum Sum von Laura de Weck
- 4 ½ von Arna Aley (Preis der Jury)

## Finalisten 2009
- Der Streichholzpalast von Dirk Dobbrow
- Silent Song von Simone Kucher
- Hühner. Habichte. von Charlotte Roos, (Publikums- sowie Jurypreis)

## Finalisten 2011
- Dieser Zug von Julia Kandzora
- lucky unlucky von Jean-Michel Räber (Publikumspreis)

- Gespräch aus der offenen Wunde von Eva Rottmann
- Leben wollen. Zusammen von Ivna Žic (Preis der Jury)

## Finalisten 2013
- trauer und ernüchterung ODER erbärmlichkeit brennt heißer als die sonne ODER perfidie und angstschweiß in zeiten der beziehungsunfähigkeit von Katja Brunner
- Mal was Afrika von Dmitrij Gawrisch (Preis der Jury)
- Mordbrenner von Johannes Hoffmann
- Das was bleibt von Rebecca C. Schnyder (Publikumspreis)

## Finalisten 2015
- Die Zärtlichkeit der Hunde von Uta Bierbaum (Publikumspreis)
- Über meine Leiche von Stefan Hornbach
- Mumien von Mehdi Moradpour (Preis der Jury)
- Hund von Sarah Trilsch

## Erfolg
Beinahe alle finalteilnehmenden Werke wurden anschliessend aufgeführt: Hühner. Habichte. erlebte am 13. Januar 2010 auf der Studiobühne des Theaters St. Gallen in Ko-Produktion mit dem Theater an der Winkelwiese in Zürich unter der Regie von Tea Kolbe seine Uraufführung. Andere Stücke wurden am Theater Osnabrück, Theater Würzburg, Thalia Theater Hamburg, Schauspiel Hannover, Theater Heidelberg, Theater Biel-Solothurn, Kosmos Theater Wien, Landestheater Tübingen, Theater Chur und beim Berliner Ensemble gezeigt. Nordost war ausserdem auch ausserhalb des deutschsprachigen Raums erfolgreich, wurde bei den Dramaten Stockholm uraufgeführt und spielte danach am Theater Winkelwiese Zürich, in Kaiserslautern, Graz, Dresden, Erlangen, Turku (Finnland), Stuttgart, Lübeck, Nürnberg, Athen, Kopenhagen (Dänemark), Helsinki (Finnland), Salzburg, Göteborg (Schweden) und am Theater St. Gallen.

## Bisherige Juroren (Auswahl)
- Andreas Beck
- Yvonne Büdenhölzer
- Birgit Doll
- Josef Ernst Köpplinger
- Tim Kramer
- Jens Lampater
- Felix Mitterer
- Stephan Roppel
- Katharina Rupp
- Joshua Sobol
- Petra Thöring
- Peter Turrini